# Azbestoza
Azbestoza je progresivna bolest koja nastaje udisanjem azbestne prašine ili azbestnih vlakana. Azbest je po kemijskoj definiciji silikat koji ima neka izvanredna tehnološka svojstva. Međutim, on se pokazao opasan za zdravlje ljudi. Azbest nije opasan zbog svoje kemijske građe, nego zbog svoje strukture u obliku iglica koja se lako zabada u plućne membrane i tamo izaziva kroničnu upalnu reakciju, reakciju stranog tijela. To ima za posljedicu upalni proces u plućima sa svim medijatorima upale ili posljedica može biti upalna reakcija na pleuri (poplućnici). Upalni proces je jako ovisan o stanju imunog sustava. U konačnici se razvija na pleuri zadebljanje pleure, kao granulacije, a u plućima se razvija fibroza. Ali kako će se razvijati fibroza, kojim tempom i s kakvom prognozom ovisi isključivo o imunom stanju bolesnika.
Azbestoza je relativno doboćudna, nemaligna bolest. Prije sto godina bila je i smrtonosna, ali kako su se razvijale spoznaje o štetnosti azbesta i usporedno s njima mjere zaštite, smrtnost od same azbestoze svedena je gotovo na nulu, čak i kod nas. Kod azbestoze, sasvim pojednostavljeno rečeno, plućima se događa nešto slično cirozi: djelatno plućno tkivo zamjenjuje se vezivnim ožilnim tkivom i tako se smanjuje kapacitet. Međutim, azbestoza vas može potpuno zaobići, a da vam isti taj azbest izazove rak pluća. Tu je, naravno smrtnost daleko veća, a čovjeka se može spasiti samo ako tumor prepozna u vrlo ranoj fazi.

## Simptomi
Dispneja (zaduha) je glavni znak. Iako treba naglasiti da prvi znakovi bolesti često ostaju neprepoznati. Oko 80% bolesnika razvija hipertenziju, i kao takvi imaju dispneju, što prikrije pravi uzrok zaduhe. Međutim, javnost je danas bolje upućena u ovu bolest i ako je netko bio u kontaktu s azbestom, onda se ta osoba javlja sama kod liječnika. Prvo se javlja dispneja u naporu, zatim dispneja u mirovanju. Kao treći simptom javlja se kašalj. Četvrto: javlja se česti bronhitis. To je objektivan znak, a ne simptom, jer opstrukciju na razini malih dišnih putova možemo mjeriti i objektivizirati. Međutim takva oštećenja nisu specifična, mogu je izazvati i mnoge druge bolesti.
Azbestoza je relativno česta unutar naše populacije, posebno na nekim područjima RH.  

## Vanjske poveznice
- Članak o azbestosi na Medicina.hr  Arhivirana inačica izvorne stranice od 3. svibnja 2007. (Wayback Machine) Razagovor s prof. dr. sc. Jadrankom Tocilj
- Članak o azbestozi na engleskoj Wikipediji

|  | Molimo pročitajte upozorenje o korištenju medicinskih informacija. Ne provodite liječenje bez savjetovanja s liječnikom! |